# Fagemidi
Un fagemidi és una barreja entre un fag filamentós (l'exemple típic són els fags M13) i un plasmidi.
compost per un plasmidi al qual se li ha incorporat l'origen de replicació d'un fag filamentós (fags d'àcid desoxiribonucleic (ADN) monocatenari), com ara el fag M13 o F1. D'aquesta manera manté totes les utilitats dels plasmidis però a més té la capacitat de produir ADN monocatenari.
L'obtenció d'ADN monobri ha estat molt important per a les tècniques de seqüenciació tot i que actualment es realitzen igualment amb ADN bicatenari. Així les aplicacions de l'ADN monocatenari es concentren actualment en la seva ocupació com ara sondes i en assajos de mutagènesi.
Generalment es manegen com plasmidis, podent créixer-los en gran quantitat com a ADN bicatenari. Quan es desitja obtenir ADN monocatenari es coinfecta el cultiu bacterià amb un fag filamentós auxiliar, preferiblement defectiu. La proteïna II del fag reconeix la "regió intergènica" (origen de replicació de fag filamentós) inserida en el plasmidi, talla el bri (+) i la replica en "cercle-rodant". L'ADN monobri es recobreix de proteïnes i surt per extrusió (és un paràsit cel·lular, no un fag lític) de la cèl·lula.
L'avantatge que això comporta per a la mutagènesi, rau en el fet que el fag M13 té capacitat per produir un miler de còpies sense lisar la cèl·lula. En aquest sentit és molt menys agressiu que els fags lambda. D'aquesta manera es pot clonar material genètic amb una elevada eficiència.
El problema que tenen per a la seva confecció és que en ser el genoma de l'M13 salvatge tan optimitzat no es pot treure gaire elements o el resultat no serà viable.
Així doncs, s'ha modificat una única zona d'ADN intergènic que no era imprescindible. S'hi ha posat l'operó lacZ' (té el pèptid de la
β-galactosidasa) i cal utilitzar el vector amb una soca que tingui l'altre tros del gen perquè s'hi puguin diferenciar les colònies per color.
- infectades sense l'element d'inserció = blau.
- infectades amb l'element d'inserció = blanc, perquè l'insert trenca el marc de lectura del pèptid α.

En el seu cicle hi ha la forma dsDNA (en la replicació) i ddDNA (en empaquetar). Òbviament només es pot treballar amb la segona forma, ja que la primera no disposa d'enzims de restricció per aplicar-hi.
Alguns vectors derivats són l'M13rup18 i l'M13rup19 que tenen afegit un linker amb llocs de clonatge múltiples.
La soca a utilitzar ha de ser Pro-F+lacZ'pro+: se li ha tret el gen de la prolina del seu lloc i se l'ha posat en el plasmidi F, donant lloc al plasmidi F'. A més en aquest plasmidi s'hi ha posat el gen lacZ' (el pèptid α de les β-galactosidasa). Es posa els bacteris en medi màxim (sense Pro) i només creixen les F+ perquè són les que poden sintetitzar Pro. A més, com que tenen el gen lacZ' permetrà un cop feta la infecció, veure quines colònies tenen l'insert i quines no com ja s'ha explicat abans.